# ブレヴィピリス
ブレヴィピリス（英：Brevipillis）は、イタリア中世の愛玩用の犬種である。イタリアン・グレイハウンドとパグの交配させたものから作出された。毛色はブラックかブリンドルで白のマーキングがある。体高33cm前後、体重7kg前後。